# Белия паметник
Белият паметник е възпоменателен паметник, който се намира в Парк „Стратеш“ на град Ловеч.
Белият паметник е построен в памет на Битката при Ловеч на 20, 21, 22 и 23 август 1877 г. по време на Руско-турската война (1877 – 1878) и освобождението на града от османско владичество. Издигнат е в Парка „Стратеш“ на мястото, от което руската артилерия обстрелва главния турски редут в местността „Червен бряг“.
Проектът на паметника е на архитект Вокар. Построен е през 1902 г. Общата му височина е 11 м. Представлява пресечена пирамида, изградена от дялани камъни, завършваща на върха с християнски кръст. В основата на северната и южната му страна са вградени по 6 стъпала. Водят до паметни плочи от бял италиански мрамор. На северната страна е вградена паметна плоча с надпис напомнящ за овладяването и освобождението на Ловеч на 22 август 1877 г. „Въ царствование Российского императора Александра II подъ началством Генералъ-лейтенанта Светлейшаго Княза Имеретинскаго 22-го августа 1877 года Взятие приступом Ловчи“ Над нея е поставен руския императорски герб. На южната страна е вградена паметна плоча с имената на руските военни части участвали в битката при Ловеч.
Паметникът е открит е в чест на 25--годишнината от освобождението на Ловеч. По това време е с ограда направена от трофейни пушки, в близост са две оръдия, а на каменни постаменти са поставени два метални лаврови венеца. От площадката на паметника се открива красива панорамна гледка към града.